# Аэросани-амфибия А-3
Аэроса́ни-амфи́бия А-3 — советский катер-аэросани.
Аэросани-амфибия были приспособлены для перемещения как по открытой воде, так и по битому или твёрдому льду и снегу.

## Назначение
Предназначены для перевозки грузов и пассажиров по воде на малых мелководных реках, зимой по снегу и льду в условиях бездорожья, а также в межсезонье по плавающему или битому льду (осенний и весенний ледоход).
Амфибии использовались для доставки почты, оказания медицинской помощи жителям отдалённых населённых пунктов, при проведении спасательных работ и в погранвойсках СССР.

## История создания
Аэросани-амфибия А-3 сконструированы в 1961 году группой изобретателей под руководством инженера Глеба Васильевича Махоткина.
Испытания первого образца прошли в 1961 году на Истринском водохранилище.
В 1962 году первый экземпляр был передан в опытную эксплуатацию. Одновременно шли доработки и совершенствования проекта. По результатам испытаний на серийные образцы устанавливался накладной редан, облегчающий выход на глиссирование. В 1964 году начат серийный выпуск катеров, через полгода уже было построено около сотни амфибий.
Создание аэросаней-амфибии А-3 было отмечено наградами ВДНХ в 1965 году. КБ А. Н. Туполева получило диплом первой степени, руководители проекта: Г. В. Махоткин — золотую медаль, В. М. Татаринов — серебряную, А. Д. Воробьёв, В. В. Меркулов и В. Т. Жевакин — бронзовые.
Катер-аэросани А-3 мог эксплуатироваться как летом, так и зимой, так и в периоды межсезонья (весна — лето, осень — зима), когда другая техника использоваться не может.
Аэросани-амфибия А-3 демонстрировались в Финляндии, Швеции, Японии, Италии, Ираке, Чили, Канаде, Бразилии, Кувейте, в социалистических странах, экспортировались в ряд стран.
А-3 строились на двух авиационных заводах СССР (Закарпатский машиностроительный завод), всего было построено около 800 экземпляров. Аэросани-амфибия А-3 активно эксплуатировались до конца 1980-х годов, отдельные экземпляры продолжают работать и в 2010-е гг. в отдалённых труднодоступных районах.

## Технические особенности

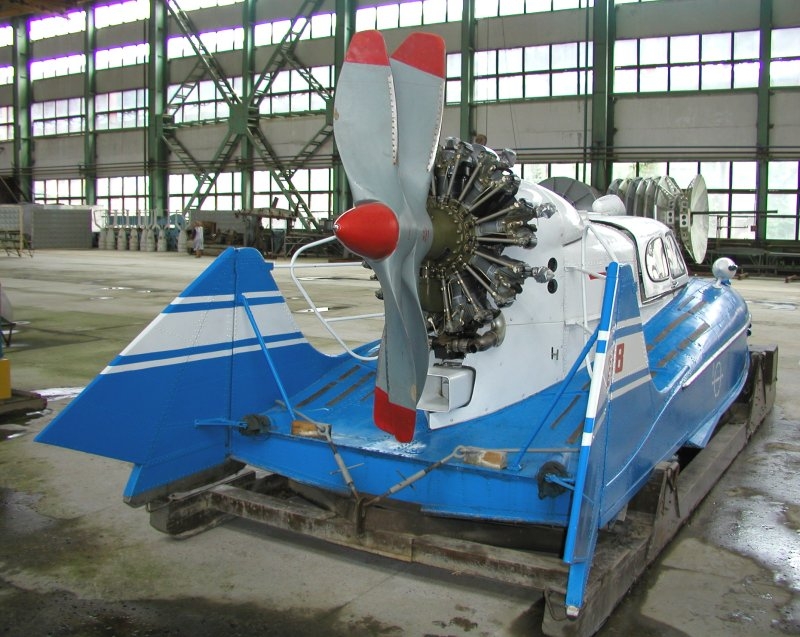
Вид на корму: два киля с рулями направления ограждают силовую установку; нижние кромки рулей при движении на малой скорости входят в воду или касаются снега или льда.

В музейном комплексе УГМК
Корпус судна металлический, клёпаный, обтекаемой формы. Каркас состоит из поперечного и продольного силовых наборов, к которым крепится обшивка. Скользящее покрытие днища выполнено из наклеенных снаружи листов полиэтилена и стеклопластика. По контуру полиэтилен дополнительно крепится болтами.
Корпус разделён на три отсека:
 — носовой, в нём хранится якорь, находится автономный отопитель салона (в зимнее время года, работает на жидком топливе), а также размещается багаж;
 — рубка с местом водителя и одним пассажирским местом;
 — салон для четырёх пассажиров, кресла могут быть демонтированы для размещения груза (багажа).
Кабина закрывалась двумя створками по бортам (по типу самолётного фонаря).
В кормовой части корпуса под обтекателем устанавливался звездообразный авиационный поршневой двигатель воздушного охлаждения с толкающим воздушным винтом. В корме размещался маслобак, двигатели имели систему смазки с «сухим картером».
На глиссерах ранних выпусков стоял двигатель М-11ФР мощностью 160 л. с. (применялся на самолётах По-2 и других), в процессе производства перешли на двигатели семейства АИ-14 мощностью 260 л. с. (самолёты Як-12, Як-18; вертолёты Ка-26 и другие). В сравнении с М-11ФР мощность авиамотора АИ-14 была избыточной, однако двигатель мог работать не на полной мощности (не на полных оборотах), что увеличивало его моторесурс.
В топливные баки, расположенные по бортам кабины, заливалось 350 литров авиационного бензина. Запас топлива позволял преодолевать:
 — по рыхлому снегу с 650 кг груза на борту — до 500 км;
 — по воде с 300 кг груза на борту — до 200 км.
Движителем являлся толкающий воздушный винт с закрылками, что увеличивало силу тяги на малой скорости. На ряде экземпляров для этой же цели применён сдвоенный (не соосный) воздушный винт.
Управление по курсу осуществлялось двумя вертикальными воздушными рулями, установленными на килях по бортам в кормовой части катера. Кили и воздушные рули также являлись ограждением воздушного винта. Когда катер шёл на малой скорости в водоизмещающем режиме (корма при этом «проседала») рулевые плоскости оказывались частично погружёнными в воду, что облегчало маневрирование и уменьшало циркуляцию. Нижние кромки рулей облегчали разворот на льду. Отклоняемые в разные стороны рулевые поверхности работали как аэродинамический тормоз. Благодаря такой компоновке минимальный радиус поворота на снегу не превышал шести метров, а диаметр циркуляции на воде — 20 метров.
Максимальная скорость по воде достигала 80 км/ч.

Максимальная скорость по снегу или льду достигала 100 км/ч.
Аэродинамика носовой оконечности способствовала тому, что встречный поток воздуха направлялся под днище, создавая экранный эффект. На большой скорости машина как бы приподнималась над поверхностью, сопротивление движению уменьшалось, а скорость увеличивалась. Малая удельная нагрузка на специально профилированное днище позволяло А-3 глиссировать по снегу и воде с минимально возможным сопротивлением, и передвигаться по битому льду и мелким водоёмам глубиной до 5-10 см. Глубокий снег и наледи машина проходила на высокой скорости, не в ущерб комфорту пассажиров.
Обтекаемые формы корпуса, отсутствие выступающих частей, не только уменьшали сопротивление движению, но и позволяли машине проходить сквозь заросли кустарника и по редкому лесу.
Аэроглиссер мог буксироваться грузовиком по заснеженной дороге со скоростью не более 40 км/ч.

## Интересные факты
- Аэросани-амфибия А-3 использовались в поисково-спасательной службе отряда космонавтов.
- Аэросани-амфибия меньших размеров и массы были заказаны Генеральным секретарём ЦК КПСС Л. И. Брежневым. Ознакомившись с А-3, он попросил для охоты сделать ему нечто подобное, но меньших габаритов. Был подготовлен проект аэросаней-амфибии массой 400 кг, длиной 4,5 м и шириной 1,8 м. Четырёхместная машина с двигателем мощностью 35 л. с. развивала по снегу и воде скорость 40—50 км/ч. Всего построено три экземпляра: два передали в Государственный охотничий заказник Завидово, третий использовали на базе в Дубне для испытательных целей.
- Амфибии А-3 использовали, как носители киноаппаратуры на съёмках кинокартины Сергея Бондарчука «Война и мир».
- В 1994 году Артур Чилингаров предложил оригинальную конструкцию аэросаней-амфибии нового поколения, получивших обозначение АС-2. При создании АС-2 был использован опыт создания и эксплуатации А-3.
- Аэросани-амфибия А-3 представлены в экспозиции музея автомобильной техники УГМК [1].